# Максимюк, Роман Васильевич
Рома́н Васи́льевич Максимю́к (укр. Роман Васильович Максимюк; род. 14 июня 1974, Бытков, Ивано-Франковская область) — украинский футболист, полузащитник.

## Карьера
Начал свою профессиональную карьеру в 1991 году в низших лигах украинского чемпионата. Его уверенную игру за «Прикарпатье» заметили селекционеры «Зенита», пригласившие Романа в команду с берегов Невы.
В 1998—1999 годах успешно играл в санкт-петербургском «Зените», в составе которого стал обладателем Кубка России 1999. В составе петербуржцев в паре с Сергеем Герасимцом был одним из ключевых игроков команды. Об этом об написано на официальном сайте санкт-петербургского «Зенита»: 

…Их яркий дуэт с Сергеем Герасимцом, выступавшим на левом фланге, с лихвой компенсировал острую нехватку в «Зените» тех лет сильных результативных форвардов. Вихревые фланговые атаки этих быстрых, агрессивных и невероятно мобильных полузащитников-полунападающих вносили в оборону соперника настоящую панику.— .
Затем вернулся на Украину. В составе киевского «Динамо» стал чемпионом Украины сезона 1999/2000.
В 2000—2005 годах выступал за «Днепр» (Днепропетровск), бронзовый призёр сезонов 2000/01 и 2003/04. В 2005—2008 годах играл за «Волынь».
Летом 2008 года перешёл в казахский «Атырау». В 2009 году выступал за «Казахмыс».
В марте 2010 года перешёл в одесский «Черноморец». 13 мая 2010 года стало известно что по истечении срока контракта с ФК «Черноморец» (Одесса) получил статус свободного агента.
В 2011 году снова играл за «Волынь». Матч 20 тура чемпионата Украины «Волынь» — «Ильичёвец» (0:1) стал последним в карьере игрока, 37-летний Максимюк решил завершить карьеру.

### Сборная Украины
В составе сборной Украины провёл 5 матчей. Первый матч за украинцев сыграл 19 августа 1998 года, в товарищеском поединке против сборной Грузии (4:0). Пятый и последний матч за сборную, Максимюк провёл 7 сентября 2002 года, в отборочном турнире чемпионата Европы против сборной Армении (2:2).

### Тренерская деятельность
12 января 2017 года официальный сайт ФК «Тернополь» объявил о назначении Максимюка главным тренером команды, но через несколько дней появилась информация, что он покинул клуб.
По информации украинских СМИ Максимюк подозревался в организации договорных матчей.

### После карьеры
В результате игромании лишился всех накоплений, стал работать грузчиком в одном из супермаркетов Луцка. После начала российского вторжения в Украину участвовал в благотворительных футбольных турнирах, с целью сбора средств в поддержку Сил обороны Украины. Осенью 2022 года добровольно вступил в ряды Вооружённых сил Украины. В середине марта 2025 года стало известно, что Роман пропал без вести, в последний раз он выходил на связь с женой в конце января 2025 года, когда его отправили на позицию в районе Покровска.

## Достижения
- Чемпион Украины 2000 года.
- Обладатель Кубка России 1999 года.
- Обладатель Кубка Украины 2000 года.
- Бронзовый призёр чемпионатов Украины (2): 2001, 2004
- Победитель Первой лиги Украины (3): 1999, 2000, 2001
- Серебряный призёр Первой лиги Украины 1995 года.

## Семья
Был женат, есть сын. После развода его бывшая жена Татьяна вышла замуж за другого украинского футболиста Александра Алиева.